# Phân tích độ nhạy
Phân tích độ nhạy (SA) là kỹ thuật làm thế nào để phân chia sự không chắc chắn trong kết quả đầu ra của một mô hình toán học hoặc một hệ thống (hệ thống số hoặc các hệ thống khác) thành các nguồn không chắc chắn khác nhau ở đầu vào mô hình đó. Một kỹ thuật liên quan khác có tên là phân tích độ không chắc chắn, kỹ thuật này tập trung nhiều hơn vào định lượng độ không chắc chắn và sự lan truyền sự không chắc chắn. Lý tưởng nhất, phân tích độ nhạy và phân tích độ không chắc chắn nên được tiến hành song song.
Trong không chắc chắn điều khoản nói chung và phân tích độ nhạy điều tra sự vững mạnh của một nghiên cứu khi nghiên cứu bao gồm một số hình thức [[mô hình thống kê. Phân tích độ nhạy có thể hữu ích để lập mô hình máy tính cho một loạt các mục đích, bao gồm:
- Hỗ trợ ra quyết định hoặc phát triển các khuyến nghị cho các nhà sản xuất quyết định (ví dụ như kiểm tra sự vững mạnh của kết quả);
- Tăng cường thông tin liên lạc từ nhà mô hình cho các nhà sản xuất quyết định (ví dụ bằng cách đưa ra các khuyến nghị đáng tin cậy hơn, dễ hiểu, hấp dẫn, thuyết phục);
- Tăng cường sự hiểu biết hoặc định lượng của hệ thống (ví dụ như sự hiểu biết mối quan hệ giữa các biến số đầu vào và đầu ra);
- Mô hình phát triển (ví dụ như tìm kiếm các lỗi trong mô hình).

Hãy để chúng tôi đưa ra một ví dụ: trong bất kỳ quá trình lập ngân sách luôn có những biến không chắc chắn. Mức thuế suất trong tương lai, lãi suất, tỷ lệ lạm phát, số lượng nhân viên, chi phí hoạt động và các biến khác có thể không được biết đến với độ chính xác tuyệt vời. Độ nhạy phân tích trả lời câu hỏi, "nếu các biến này đi chệch từ kỳ vọng, những gì các hiệu ứng sẽ là (kinh doanh, hệ thống, mô hình, hoặc bất cứ điều gì đang được phân tích)?"

## Tổng quan
Vấn đề gặp nhau trong lĩnh vực khoa học xã hội, kinh tế, tự nhiên có thể dẫn đến việc sử dụng các mô hình máy tính, mà nói chung không cho vay mình một sự hiểu biết đơn giản của mối quan hệ giữa các yếu tố đầu vào (những gì đi vào mô hình) và đầu ra (phụ thuộc vào mô hình của các biến). Đánh giá cao như vậy, tức là sự hiểu biết về mô hình hoạt động đáp ứng với những thay đổi trong đầu vào của nó, được tầm quan trọng cơ bản để đảm bảo sử dụng đúng các mô hình.
Mô hình máy tính được xác định bởi một loạt các phương trình, yếu tố đầu vào, các thông số, và các biến nhằm mục đích mô tả các quá trình đang được điều tra.
Đầu vào là nhiều nguồn của sự không chắc chắn bao gồm cả lỗi của đo lường, sự vắng mặt của thông tin và sự thiếu hiểu biết hoặc một phần của các lực lượng và cơ chế lái xe. Không chắc chắn này áp đặt một giới hạn về sự tự tin  của chúng tôi trong các phản ứng hoặc đầu ra của mô hình. Hơn nữa, các mô hình có thể phải đối phó với biến đổi bản chất tự nhiên của hệ thống, chẳng hạn như sự xuất hiện của sự kiện ngẫu nhiên.
Thực hành mô hình tốt yêu cầu cung cấp một đánh giá rằng mô hình của sự tự tin trong mô hình, có thể đánh giá những điều không chắc chắn liên quan đến quá trình mô hình hóa và với kết quả của mô hình chính nó. [[Không chắc chắn và độ nhạy Phân tích cung cấp các công cụ giá trị đặc trưng cho sự không chắc chắn liên quan với một mô hình. Phân tích không chắc chắn (UA) định lượng không chắc chắn trong các kết quả của một mô hình. Phân tích độ nhạy cảm có vai trò bổ sung đặt hàng bởi tầm quan trọng của sức mạnh và sự liên quan của các yếu tố đầu vào trong việc xác định sự thay đổi ở đầu ra.
Trong các mô hình liên quan đến nhiều phân tích độ nhạy cảm biến đầu vào là một thành phần thiết yếu của xây dựng mô hình và đảm bảo chất lượng. Cơ quan quốc gia và quốc tế tham gia trong các nghiên cứu đánh giá tác động bao gồm phần dành để phân tích độ nhạy trong hướng dẫn của họ. Ví dụ như Ủy ban châu Âu, Văn phòng Quản lý và Ngân sách Nhà Trắng, ban liên chính phủ về biến đổi khí hậu và Cơ quan Bảo vệ Môi trường Hoa Kỳ.
Đôi khi một phân tích độ nhạy có thể tiết lộ những hiểu biết đáng ngạc nhiên về các chủ đề quan tâm. Ví dụ, lĩnh vực của ra quyết định đa tiêu chí (MCDM) nghiên cứu (trong số các chủ đề khác) vấn đề làm thế nào để lựa chọn thay thế tốt nhất trong số một số lựa chọn thay thế cạnh tranh. Đây là một nhiệm vụ quan trọng trong ra quyết định. Trong bối cảnh như vậy, thay thế từng được mô tả trong điều khoản của một tập hợp các chỉ tiêu đánh giá. Các tiêu chí này được kết hợp với trọng lượng quan trọng. Trực giác, người ta có thể nghĩ rằng lớn hơn trọng lượng cho tiêu chí quan trọng hơn mà tiêu chí cần có. Tuy nhiên, điều này có thể không phải là trường hợp. Điều quan trọng là để phân biệt khái niệm "tới hạn" với tầm quan trọng "" By "quan trọng.", Chúng tôi có nghĩa là một tiêu chí với sự thay đổi nhỏ (như là một tỷ lệ phần trăm) trọng lượng của nó, có thể gây ra một thay đổi đáng kể của giải pháp cuối cùng. Đó là tiêu chí có thể với trọng lượng khá nhỏ tầm quan trọng (ví dụ, những người mà không phải là rất quan trọng trong đó tôn trọng) là quan trọng hơn trong một tình huống nhất định hơn so với người có trọng lượng lớn hơn.  Đó là, một phân tích độ nhạy có thể làm sáng tỏ các vấn đề không dự đoán vào đầu của một nghiên cứu. Điều này, đến lượt nó, có thể cải thiện đáng kể hiệu quả của các nghiên cứu ban đầu và hỗ trợ trong việc thực hiện thành công của giải pháp cuối cùng.

## Phương pháp luận

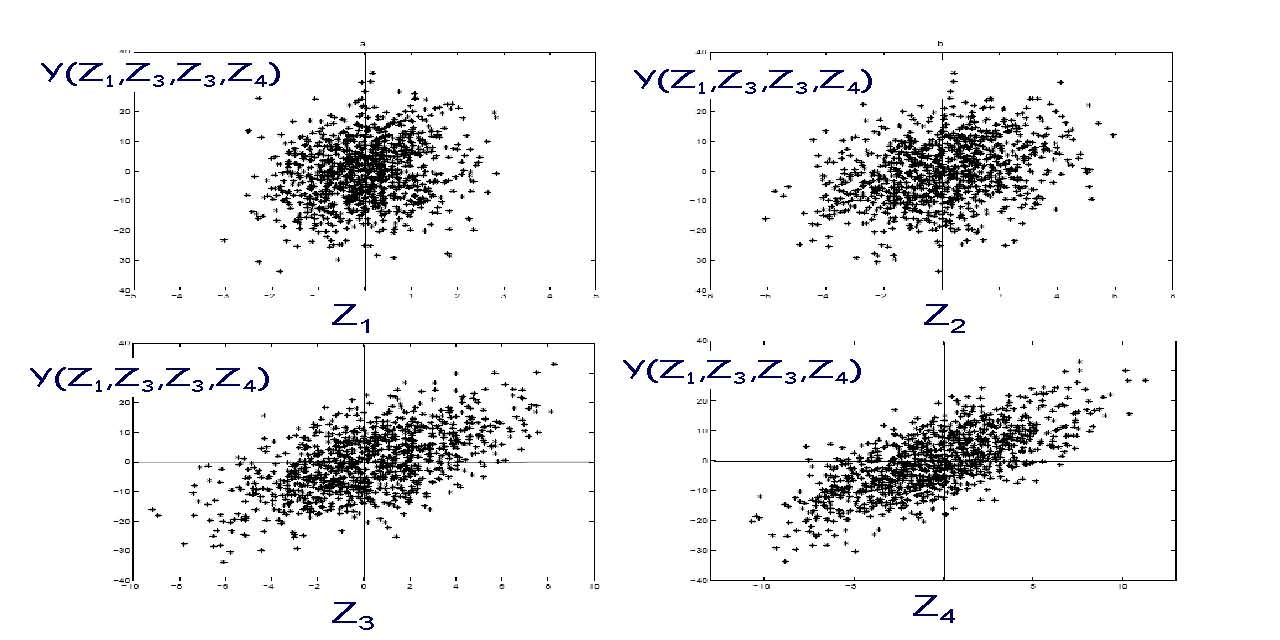
Sampling-based sensitivity analysis by scatterplots. Y (vertical axis) is a function of four factors. The points in the four scatterplots are always the same though sorted differently, i.e. by Z_{1}, Z_{2}, Z_{3}, Z_{4} in turn. Note that the abscissa is different for each plot: (−5, +5) for Z_{1}, (−8, +8) for Z_{2}, (−10, +10) for Z_{3} and Z_{4}. Z_{4} is most important in influencing Y as it imparts more 'shape' on Y.

Có một số thủ tục có thể thực hiện sự không chắc chắn (UA) và phân tích độ nhạy (SA). Các lớp học quan trọng của phương pháp là:
- Các phương pháp địa phương, chẳng hạn như phái sinh đơn giản của đầu ra  {\displaystyle Y} with respect to an input factor {\displaystyle X_{i}}:

{\displaystyle \left|{\frac {\partial Y}{\partial X_{i}}}\right|_{{\textbf {x}}^{0}}},
where the subscript {\displaystyle {\textbf {x}}^{0}} chỉ ra rằng phái sinh được thực hiện tại một số điểm cố định trong không gian của đầu vào (vì thế các địa phương trong tên của lớp). liên hợp mô hình and Automated Differentiation là phương pháp trong lớp này.
- A sampling[8]-based sensitivity là một trong đó mô hình được thực hiện liên tục kết hợp các giá trị lấy mẫu từ các phân bố xác suất | phân phối]] (giả định được biết đến) của các yếu tố đầu vào. Một khi mẫu được tạo ra, một số chiến lược (bao gồm cả đầu vào-đầu ra scatterplots đơn giản) có thể được sử dụng để lấy được các biện pháp nhạy cảm cho các yếu tố.
- Phương pháp dựa trên giả lập (ví dụ: Bayesian[9]). With these methods the value of the output  {\displaystyle Y}, or directly the value of the sensitivity measure of a factor {\displaystyle X_{i}}, được xử lý như một quá trình ngẫu nhiên và ước tính từ dữ liệu máy tính tạo ra điểm. Điều này rất hữu ích khi các chương trình máy tính mô tả các mô hình là đắt tiền để chạy.
- Các phương pháp sàng lọc. Đây là một ví dụ cụ thể của mẫu phương pháp dựa trên. Mục tiêu ở đây là ước tính một vài yếu tố hoạt động trong các mô hình với nhiều yếu tố. Một trong những phương pháp sàng lọc được sử dụng phổ biến nhất là tiểu tác dụng phương pháp.[10][11]
- Variance based methods.[12][13][14] Here the unconditional variance  {\displaystyle V(Y)} of  {\displaystyle Y} được phân hủy thành các điều kiện do các yếu tố cá nhân cộng với các điều khoản do tương tác giữa các yếu tố. Phân tách sai hoàn toàn chỉ có ý nghĩa khi các yếu tố đầu vào là độc lập với nhau.[15]
- High Dimensional Model Representations (HDMR).[16][17] The term is due to H. Rabitz[18] and include as a particular case the variance based methods. In HDMR the output {\displaystyle Y} is expressed as a linear combination of terms of increasing dimensionality.
- Methods based on Monte Carlo filtering.[19][20] Đây cũng là lấy mẫu dựa trên mục tiêu ở đây là để xác định các vùng trong không gian của các yếu tố đầu vào tương ứng với giá trị cụ thể (ví dụ như cao hoặc thấp) của đầu ra.

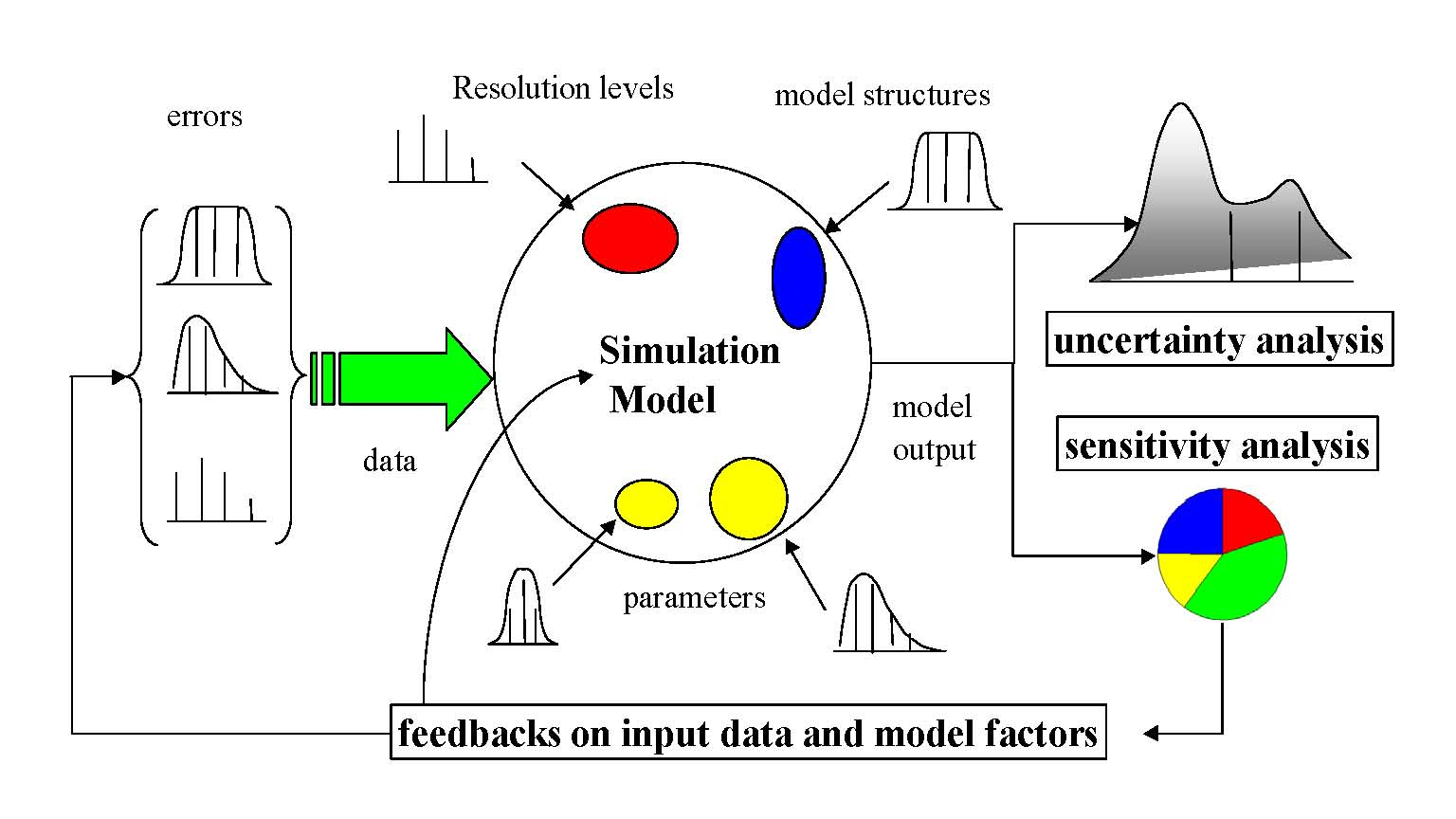
Chương trình lý tưởng của một phân tích độ nhạy có thể lấy mẫu dựa trên. Sự không chắc chắn phát sinh từ các nguồn khác nhau - sai sót trong dữ liệu, thủ tục lập dự toán thông số, cấu trúc mô hình thay thế được tuyên truyền thông qua mô hình để phân tích không chắc chắn và tầm quan trọng tương đối của họ được định lượng thông qua phân tích độ nhạy.

Thường (ví dụ như dựa trên phương pháp lấy mẫu) UA và SA được thực hiện phối hợp thực hiện các mô hình liên tục cho sự kết hợp của các giá trị yếu tố lấy mẫu với một số phân phối xác suất. Các bước sau đây có thể được liệt kê:
- Xác định mục tiêu chức năng quan tâm.
  - Đây là dễ dàng hơn để giao tiếp kết quả của một phân tích độ nhạy khi mục tiêu quan tâm có liên quan trực tiếp đến các vấn đề được giải quyết bằng các mô hình.
- Chỉ định một xác suất mật độ chức năng]] các yếu tố lựa chọn.
  - Khi điều này liên quan đến việc gợi ra những ý kiến của các chuyên gia đây là một phần tiêu thụ đắt tiền và thời gian phân tích.
- Tạo ra một [[ma trận (toán học)| ma trận đầu vào với phân phối (s) thông qua một thiết kế phù hợp. ** Trong thử nghiệm thiết kế, một thiết kế tốt cho các thí nghiệm số[21] nên cung cấp cho tối đa các hiệu ứng với tối thiểu các điểm tính toán. * Đánh giá các mô hình và tính toán phân phối của chức năng mục tiêu. ** Đây là bước thời gian máy tính chuyên sâu. * Chọn một phương pháp để đánh giá ảnh hưởng, tầm quan trọng tương đối của mỗi yếu tố đầu vào trên các chức năng mục tiêu. ** Điều này phụ thuộc vào mục đích phân tích, ví dụ như đơn giản hóa mô hình, yếu tố ưu tiên, giảm sự không chắc chắn,....  ===Assumptions vs. inferences=== Trong không chắc chắn và phân tích độ nhạy có là một thương mại quan trọng giữa nhà phân tích tỉ mỉ như thế nào là khám phá đầu vào giả định và làm thế nào rộng các kết quả suy luận có thể là. Điểm cũng được minh họa bởi econometrician Edward E. Leamer (1990)  [22]:  Tôi đã đề xuất một hình thức tổ chức phân tích độ nhạy mà tôi gọi là "phân tích toàn cầu nhạy cảm 'trong một khu phố của các giả định thay thế được lựa chọn và được xác định khoảng thời gian tương ứng của suy luận. Kết luận được đánh giá là mạnh mẽ, chỉ khi khu phố của các giả định là đủ rộng để được đáng tin cậy và khoảng thời gian tương ứng của kết luận là thu hẹp, đủ để có ích.  Lưu ý Leamer của sự nhấn mạnh về sự cần thiết cho sự tín nhiệm 'trong việc lựa chọn các giả định. Cách dễ nhất để làm mất hiệu lực một mô hình là để chứng minh rằng nó là mong manh đối với sự không chắc chắn trong các giả định hoặc để cho thấy rằng giả định của nó đã không được thực hiện "đủ rộng. Cùng một khái niệm được thể hiện bởi Jerome R. Ravetz, mà mô hình xấu là khi không chắc chắn "trong đầu vào phải được ngăn chặn vì sợ rằng kết quả đầu ra trở thành không xác định.[23]  === Các lỗi ===  Trong một phân tích độ nhạy, Sai lầm loại I được đánh giá là một yếu tố không quan trọng quan trọng và một lỗi Type II được đánh giá là yếu tố quan trọng không quan trọng. Một lỗi Loại III tương ứng với phân tích các vấn đề sai, ví dụ như thông qua một đặc điểm kỹ thuật không chính xác của những điều không chắc chắn đầu vào. Cạm bẫy có thể có trong một phân tích độ nhạy là:  * Mục đích của phân tích không rõ ràng. Kiểm tra thống kê khác nhau và các biện pháp được áp dụng cho vấn đề này và các bảng xếp hạng yếu tố khác nhau thu được. Kiểm tra thay vào đó nên được thay đổi để nhằm mục đích phân tích, ví dụ như ai sử dụng lọc Monte Carlo nếu được quan tâm, trong đó yếu tố chịu trách nhiệm để tạo ra giá trị cao/thấp của đầu ra. * Kết quả đầu ra quá nhiều mô hình được xem xét. Điều này có thể được chấp nhận để đảm bảo chất lượng của mô hình phụ nhưng nên tránh khi trình bày kết quả của phân tích tổng thể. * Piecewise nhạy cảm. Điều này là khi thực hiện phân tích độ nhạy trên mô hình tiểu tại một thời điểm. Cách tiếp cận này là không thận trọng vì nó có thể bỏ qua sự tương tác giữa các yếu tố phụ khác nhau, mô hình (lỗi Type II).  ===Về OAT===  Trong phân tích độ nhạy một tiếp cận chung là sự thay đổi mỗi-lần-một-nhân-tố (OFAT hay OAT), để xem thủ tục này gây ảnh hưởng cho đầu ra như thế nào.[24][25][26][27][28]  OAT customarily involves:  * Di chuyển mỗi lần một yếu tố và * Trở lại điểm trung tâm/cơ sở sau mỗi di chuyển.  Điều này xuất hiện một cách tiếp cận hợp lý như bất kỳ thay đổi quan sát thấy ở đầu ra rõ ràng là do yếu tố duy nhất thay đổi. Hơn nữa bằng cách thay đổi một yếu tố tại một thời điểm, người ta có thể giữ tất cả các yếu tố khác cố định giá trị trung tâm hoặc cơ sở của chúng. Điều này làm tăng so sánh các kết quả (tất cả các hiệu ứng được tính toán với các tham chiếu đến cùng một điểm trung tâm trong không gian) và giảm thiểu nguy cơ bị treo chương trình máy tính, nhiều khả năng một số yếu tố đầu vào thay đổi cùng một lúc. "OAT thường được ưa thích bởi các nhà mô hình vì lý do thực tế. Trong trường hợp mô hình theo phân tích OAT thất bại người lập mô hình ngay lập tức biết đó là yếu tố đầu vào chịu trách nhiệm cho thất bại."[29]  Mặc dù nó đơn giản, phương pháp này là không khám phá không gian của các yếu tố và không đưa vào tài khoản sự thay đổi đồng thời của chúng. Điều này có nghĩa rằng cách tiếp cận OAT không thể phát hiện sự hiện diện của tương tác giữa các yếu tố đầu vào.[30]   ==Các khái niệm liên quan== Trong khi phân tích không chắc chắn nghiên cứu không chắc chắn tổng thể trong kết luận của nghiên cứu, phân tích độ nhạy cố gắng xác định nguồn gốc của trọng lượng không chắc chắn nhiều hơn vào kết luận của nghiên cứu. Ví dụ, một số hướng dẫn cho mô hình (see e.g. one from the US EPA) or for impact assessment (see one from the European Commission) prescribe sensitivity analysis as a tool to ensure the quality of the modelling/assessment.  Cài đặt vấn đề trong phân tích độ nhạy có điểm tương đồng mạnh mẽ với thiết kế của các thí nghiệm]][21] nên cung cấp cho tối đa các hiệu ứng với tối thiểu các điểm tính toán. * Đánh giá các mô hình và tính toán phân phối của chức năng mục tiêu. ** Đây là bước thời gian máy tính chuyên sâu. * Chọn một phương pháp để đánh giá ảnh hưởng, tầm quan trọng tương đối của mỗi yếu tố đầu vào trên các chức năng mục tiêu. ** Điều này phụ thuộc vào mục đích phân tích, ví dụ như đơn giản hóa mô hình, yếu tố ưu tiên, giảm sự không chắc chắn,....  ===Assumptions vs. inferences=== Trong không chắc chắn và phân tích độ nhạy có là một thương mại quan trọng giữa nhà phân tích tỉ mỉ như thế nào là khám phá đầu vào giả định và làm thế nào rộng các kết quả suy luận có thể là. Điểm cũng được minh họa bởi econometrician Edward E. Leamer (1990)  [22]:  Tôi đã đề xuất một hình thức tổ chức phân tích độ nhạy mà tôi gọi là "phân tích toàn cầu nhạy cảm 'trong một khu phố của các giả định thay thế được lựa chọn và được xác định khoảng thời gian tương ứng của suy luận. Kết luận được đánh giá là mạnh mẽ, chỉ khi khu phố của các giả định là đủ rộng để được đáng tin cậy và khoảng thời gian tương ứng của kết luận là thu hẹp, đủ để có ích.  Lưu ý Leamer của sự nhấn mạnh về sự cần thiết cho sự tín nhiệm 'trong việc lựa chọn các giả định. Cách dễ nhất để làm mất hiệu lực một mô hình là để chứng minh rằng nó là mong manh đối với sự không chắc chắn trong các giả định hoặc để cho thấy rằng giả định của nó đã không được thực hiện "đủ rộng. Cùng một khái niệm được thể hiện bởi Jerome R. Ravetz, mà mô hình xấu là khi không chắc chắn "trong đầu vào phải được ngăn chặn vì sợ rằng kết quả đầu ra trở thành không xác định.[23]  === Các lỗi ===  Trong một phân tích độ nhạy, Sai lầm loại I được đánh giá là một yếu tố không quan trọng quan trọng và một lỗi Type II được đánh giá là yếu tố quan trọng không quan trọng. Một lỗi Loại III tương ứng với phân tích các vấn đề sai, ví dụ như thông qua một đặc điểm kỹ thuật không chính xác của những điều không chắc chắn đầu vào. Cạm bẫy có thể có trong một phân tích độ nhạy là:  * Mục đích của phân tích không rõ ràng. Kiểm tra thống kê khác nhau và các biện pháp được áp dụng cho vấn đề này và các bảng xếp hạng yếu tố khác nhau thu được. Kiểm tra thay vào đó nên được thay đổi để nhằm mục đích phân tích, ví dụ như ai sử dụng lọc Monte Carlo nếu được quan tâm, trong đó yếu tố chịu trách nhiệm để tạo ra giá trị cao/thấp của đầu ra. * Kết quả đầu ra quá nhiều mô hình được xem xét. Điều này có thể được chấp nhận để đảm bảo chất lượng của mô hình phụ nhưng nên tránh khi trình bày kết quả của phân tích tổng thể. * Piecewise nhạy cảm. Điều này là khi thực hiện phân tích độ nhạy trên mô hình tiểu tại một thời điểm. Cách tiếp cận này là không thận trọng vì nó có thể bỏ qua sự tương tác giữa các yếu tố phụ khác nhau, mô hình (lỗi Type II).  ===Về OAT===  Trong phân tích độ nhạy một tiếp cận chung là sự thay đổi mỗi-lần-một-nhân-tố (OFAT hay OAT), để xem thủ tục này gây ảnh hưởng cho đầu ra như thế nào.[24][25][26][27][28]  OAT customarily involves:  * Di chuyển mỗi lần một yếu tố và * Trở lại điểm trung tâm/cơ sở sau mỗi di chuyển.  Điều này xuất hiện một cách tiếp cận hợp lý như bất kỳ thay đổi quan sát thấy ở đầu ra rõ ràng là do yếu tố duy nhất thay đổi. Hơn nữa bằng cách thay đổi một yếu tố tại một thời điểm, người ta có thể giữ tất cả các yếu tố khác cố định giá trị trung tâm hoặc cơ sở của chúng. Điều này làm tăng so sánh các kết quả (tất cả các hiệu ứng được tính toán với các tham chiếu đến cùng một điểm trung tâm trong không gian) và giảm thiểu nguy cơ bị treo chương trình máy tính, nhiều khả năng một số yếu tố đầu vào thay đổi cùng một lúc. "OAT thường được ưa thích bởi các nhà mô hình vì lý do thực tế. Trong trường hợp mô hình theo phân tích OAT thất bại người lập mô hình ngay lập tức biết đó là yếu tố đầu vào chịu trách nhiệm cho thất bại."[29]  Mặc dù nó đơn giản, phương pháp này là không khám phá không gian của các yếu tố và không đưa vào tài khoản sự thay đổi đồng thời của chúng. Điều này có nghĩa rằng cách tiếp cận OAT không thể phát hiện sự hiện diện của tương tác giữa các yếu tố đầu vào.[30]   ==Các khái niệm liên quan== Trong khi phân tích không chắc chắn nghiên cứu không chắc chắn tổng thể trong kết luận của nghiên cứu, phân tích độ nhạy cố gắng xác định nguồn gốc của trọng lượng không chắc chắn nhiều hơn vào kết luận của nghiên cứu. Ví dụ, một số hướng dẫn cho mô hình (see e.g. one from the US EPA) or for impact assessment (see one from the European Commission) prescribe sensitivity analysis as a tool to ensure the quality of the modelling/assessment.  Cài đặt vấn đề trong phân tích độ nhạy có điểm tương đồng mạnh mẽ với thiết kế của các thí nghiệm[21] nên cung cấp cho tối đa các hiệu ứng với tối thiểu các điểm tính toán. * Đánh giá các mô hình và tính toán phân phối của chức năng mục tiêu. ** Đây là bước thời gian máy tính chuyên sâu. * Chọn một phương pháp để đánh giá ảnh hưởng, tầm quan trọng tương đối của mỗi yếu tố đầu vào trên các chức năng mục tiêu. ** Điều này phụ thuộc vào mục đích phân tích, ví dụ như đơn giản hóa mô hình, yếu tố ưu tiên, giảm sự không chắc chắn,....  ===Assumptions vs. inferences=== Trong không chắc chắn và phân tích độ nhạy có là một thương mại quan trọng giữa nhà phân tích tỉ mỉ như thế nào là khám phá đầu vào giả định và làm thế nào rộng các kết quả suy luận có thể là. Điểm cũng được minh họa bởi econometrician Edward E. Leamer (1990)  [22]:   Trong thiết kế của các thí nghiệm nghiên cứu tác dụng của một số quá trình hoặc can thiệp ('điều trị') trên một số đối tượng ('đơn vị thử nghiệm'). Trong phân tích độ nhạy một nhìn vào tác động của thay đổi các yếu tố đầu vào của một mô hình toán học trên đầu ra của mô hình chính nó. Trong cả hai ngành, người ta phấn đấu để có được thông tin từ hệ thống với tối thiểu các thí nghiệm vật lý hoặc số.

## Các ứng dụng
Phân tích độ nhạy có thể được sử dụng
- Để đơn giản hóa các mô hình
- Để điều tra sự vững mạnh của các mô hình dự đoán
- Để chơi những gì nếu phân tích khám phá tác động của các giả định đầu vào và các kịch bản khác nhau
- Là một yếu tố đảm bảo chất lượng (yếu tố nhạy cảm bất ngờ có thể được liên kết để mã hóa các lỗi hoặc misspecifications).

Nó cung cấp thông tin cũng như trên:
- Các yếu tố chủ yếu góp phần để các đầu ra  biến đổi
- Các khu vực trong không gian của các yếu tố đầu vào đầu ra mô hình hoặc tối đa hoặc tối thiểu hoặc trong giới hạn được xác định trước (xem lọc Monte Carlo ở trên)
- Tối ưu hóa (toán học) tối ưu hoặc không ổn định khu vực trong phạm vi không gian của các yếu tố sử dụng trong một tiếp theo chuẩn nghiên cứu
- [[Tương tác (thống kê)| Tương tác giữa các yếu tố  Phân tích độ nhạy cảm là phổ biến trong vật lý và hóa học,[31] trong ứng dụng tài chính, phân tích rủi ro, xử lý tín hiệu, thần kinh mạng lưới và bất kỳ khu vực nơi các mô hình được phát triển. Phân tích độ nhạy cũng có thể được sử dụng trong mô hình dựa trên chính sách đánh giá nghiên cứu.[32] Sensitivity analysis can be used to assess the robustness of composite indicators,[33] also known as indices, such as the Environmental Performance Index.  ===Môi trường=== Mô hình máy tính về môi trường đang ngày càng được sử dụng trong nhiều nghiên cứu và ứng dụng. Ví dụ, mô hình khí hậu toàn cầu được sử dụng cho cả dự báo thời tiết ngắn hạn và biến đổi khí hậu dài hạn.  Hơn nữa, các mô hình máy tính đang ngày càng được sử dụng cho môi trường ra quyết định ở quy mô địa phương, ví dụ như để đánh giá tác động của nhà máy xử lý nước thải trên một dòng sông, hoặc để đánh giá hành vi và chiều dài cuộc sống của sinh bộ lọc đối với nước thải bị ô nhiễm.  Trong cả hai trường hợp phân tích độ nhạy có thể giúp đỡ để hiểu sự đóng góp của các nguồn khác nhau của sự không chắc chắn sự không chắc chắn đầu ra mô hình và hiệu năng hệ thống nói chung. Trong những trường hợp này, tùy thuộc vào mô hình phức tạp, chiến lược lấy mẫu khác nhau có thể là chỉ số nhạy cảm nên truyền thống và có thể được tổng quát để trang trải nhiều biến phân tích độ nhạy,[34] heteroskedastic effects and correlated inputs.

### Kinh doanh
Trong một vấn đề quyết định, các nhà phân tích có thể muốn xác định các trình điều khiển chi phí cũng như số lượng khác mà chúng ta cần phải tiếp thu kiến thức tốt hơn để ra một quyết định. Mặt khác, một số lượng không ảnh hưởng đến các dự đoán, để chúng ta có thể tiết kiệm tài nguyên tại mà không làm giảm độ chính xác bằng cách thư giãn một số điều kiện. Tài chính doanh nghiệp: xác định số lượng không chắc chắn.
Phân tích độ nhạy có thể giúp đỡ trong một loạt các trường hợp khác mà có thể được xử lý bởi các thiết lập được minh họa dưới đây:
- Để xác định các giả định quan trọng hoặc so sánh cấu trúc mô hình thay thế
- Hướng dẫn các bộ sưu tập dữ liệu trong tương lai
- Phát hiện các tiêu chí quan trọng
- Tối ưu hóa khả năng chịu đựng của các bộ phận sản xuất trong điều kiện không chắc chắn trong các tham số
- Tối ưu hóa nguồn lực phân bổ
- Mô hình đơn giản hóa hoặc mô hình gộp.

Tuy nhiên cũng có một số vấn đề liên quan đến phân tích nhạy cảm trong bối cảnh kinh doanh:
- Các biến thường phụ thuộc lẫn nhau, mà làm cho kiểm tra mỗi cá nhân không thực tế, ví dụ như: thay đổi một trong những yếu tố như khối lượng bán hàng, rất có thể sẽ ảnh hưởng đến các yếu tố khác như giá bán.
- Thường thì các giả định phân tích được thực hiện bằng cách sử dụng các kinh nghiệm quá khứ/dữ liệu mà có thể không tổ chức trong tương lai.
- Phân công một giá trị (hoặc lạc quan và bi quan) tối đa và tối thiểu là mở để giải thích chủ quan. Ví dụ 'lạc quan' một người dự báo có thể là bảo thủ hơn so với một người khác thực hiện một phần khác nhau của phân tích. Điều này sắp xếp của tính chủ quan bất lợi có thể ảnh hưởng đến tính chính xác, khách quan tổng thể của phân tích.

Trong kinh tế hiện đại, sử dụng phân tích độ nhạy để dự đoán những lời chỉ trích là chủ đề của một trong các điều răn mười ứng dụng kinh tế (từ Kennedy, năm 2007):
Ngươi phải thú nhận trong sự hiện diện của nhạy cảm. Hệ luỵ: Ngươi phải lường trước những lời chỉ trích [· · · Khi báo cáo phân tích độ nhạy, các nhà nghiên cứu cần giải thích đầy đủ đặc điểm kỹ thuật tìm kiếm của họ để người đọc có thể tự đánh giá cho kết quả có thể đã bị ảnh hưởng. Điều này về cơ bản là một 'sự trung thực là phương pháp tiếp cận chính sách tốt nhất, ủng hộ của các Leamer, (1978).

### Động học phản ứng
Với sự tích lũy kiến thức về các cơ chế động học được điều tra và trước sức mạnh của công nghệ máy tính hiện đại, chi tiết mô hình động học phức tạp đang ngày càng được sử dụng như một công cụ dự báo và hỗ trợ cho sự hiểu biết các hiện tượng cơ bản. Một mô hình động học thường được mô tả bởi một tập hợp các phương trình vi phân biểu diễn mối quan hệ theo thời gian. Phân tích độ nhạy đã được chứng minh là một công cụ mạnh mẽ để điều tra một mô hình động học phức tạp.
Các thông số động học thường xuyên được xác định từ dữ liệu thực nghiệm thông qua dự toán phi tuyến. Phân tích độ nhạy có thể được sử dụng tối ưu thiết kế thử nghiệm, ví dụ như xác định điều kiện ban đầu, vị trí, đo lường, và thời gian lấy mẫu, để tạo ra dữ liệu thông tin đó rất quan trọng đến độ chính xác dự toán. Một số lượng lớn các thông số trong một mô hình phức tạp có thể là ứng cử viên cho dự toán nhưng không phải tất cả là tôn kính. Phân tích độ nhạy có thể được sử dụng để xác định các thông số ảnh hưởng có thể được xác định từ dữ liệu có sẵn trong khi sàng lọc ra những người không quan trọng. Phân tích độ nhạy cảm cũng có thể được sử dụng để xác định các loài dự phòng và phản ứng cho phép giảm mô hình.

### Trong phân tích meta
Trong một phân tích meta, độ nhạy kiểm tra phân tích nếu kết quả là nhạy cảm với hạn chế về các dữ liệu bao gồm. Ví dụ thường gặp là những thử nghiệm lớn, thử nghiệm chất lượng cao hơn, và các thử nghiệm gần đây chỉ. Nếu kết quả phù hợp cung cấp bằng chứng mạnh mẽ hơn về hiệu quả và khái quát.